# Mikasaite
La mikasaite (simbolo IMA: Mik) è un minerale appartenente alla famiglia dei "solfati, cromati, molibdati e tungstati" con composizione chimica Fe3+2(SO4)3.

## Etimologia e storia
La mikasaite prende il nome dalla città di Mikasa (in Giappone), che si trova nelle vicinanze località tipo.

## Classificazione
Nella classica nona edizione della sistematica dei minerali di Strunz, aggiornata dall’Associazione Mineralogica Internazionale (IMA) fino al 2009, la mikasaite si trova nella classe "7. Solfati (selenati, tellurati, cromati, molibdati, tungstati)" e nella sottoclasse "7.A Solfati (selenati, ecc.) senza anioni aggiuntivi, senza H2O"; questa viene ulteriormente suddivisa in base alla dimensione dei cationi coinvolti, in modo da trovare il minerale nella sezione "7.AB Con cationi di media dimensione" dove forma il sistema nº 7.AB.05 insieme alla millosevichite.
Tale classificazione viene mantenuta anche nell'edizione successiva, proseguita dal database "mindat.org" e chiamata Classificazione Strunz-mindat, dove però, oltre al minerale già citato, nel sistema si aggiunge anche la koryakite di approvazione più recente.
Nella Sistematica dei lapis (Lapis-Systematik) di Stefan Weiß la mikasaite si trova nella classe dei "solfati, cromati, molibdati e tungstati" e da lì nella sottoclasse dei "solfati (seleniati, ecc.) senza anioni aggiuntivi, senza H2O"; qui è nella sezione dei "solfati anidri [SO4]2-, senza anioni estranei" dove forma il sistema nº VI/A.02 insieme alla millosevichite.
Anche nella classificazione dei minerali secondo Dana, usata principalmente nel mondo anglosassone, la mikasaite si trova nella famiglia dei "solfati, cromati e molibdati" e nella classe dei "solfati"; da qui è nella sottoclasse degli "acidi e solfati anidri con formule diverse" dove forma il sistema nº 28.04.05 insieme alla millosevichite.

## Abito cristallino
La mikasaite cristallizza nel sistema trigonale con il gruppo spaziale R3 (gruppo nº 148) con i parametri di reticolo a = 8,14(1) Å e c = 21,99(8) Å,oltre ad avere 6 unità di formula per cella unitaria.

## Origine e giacitura
La mikasaite si forma come sublimato attorno a fratture dovute a fughe del gas di carbone in combustione, formato a temperature superiori ai 300 °C.
Il minerale è piuttosto raro ed è stato trovato solo in pochi siti. Oltre alla sua località tipo nel pressi di Misaka in Giappone, la mikasaite è stata rinvenuta anche: nell'oblast' di Chelyabinsk e nel territorio di Chabarovsk (Russia); nella miniera "Słupiec" nel voivodato della Bassa Slesia e nella miniera "Marcel" nel voivodato della Slesia (Polonia); a Pécs (Ungheria); a Ostrava (Repubblica Ceca); nel distretto di Jezzin (Libano); a Kauern (in Germania).

## Forma in cui si presenta in natura
La mikasaite forma solitamente aggregati di cristalli sferici porosi, con dimensioni fino a 100 µm.
Il colore del minerale va dal bianco al marrone chiaro con lucentezza terrosa; lo striscio sulla mattonella di prova ha colore bianco.